# Canada aux Jeux olympiques d'été de 2000
Le Canada participe aux Jeux olympiques d'été de 2000 à Sydney. Il s'agit de sa 21e participation à des Jeux d'été. 294 athlètes canadiens, 150 hommes et 144 femmes, ont participé à 175 compétitions dans 29 sports. Ils y ont obtenu quatorze médailles : trois d'or, trois d'argent et huit de bronze.

## Nombre d'athlètes qualifiés par sport
Voici la liste des qualifiés et sélectionnés Canadiens par sport (remplaçants compris) :
| Sport       | Hommes | Femmes | Total |
| ----------- | ------ | ------ | ----- |
| Athlétisme  | 21     | 15     | 36    |
| Aviron      | 18     | 12     | 30    |
| Badminton   | 3      | 3      | 6     |
| Basket-ball | 11     | 11     | 22    |
| Boxe        | 6      | 0      | 6     |
| Canoë-kayak | 8      | 7      | 15    |
| Cyclisme    | 8      | 8      | 16    |
| Équitation  | 3      | 1      | 4     |

## Médailles
| Médaille | Discipline            | Épreuve                                   | Athlète |
| -------- | --------------------- | ----------------------------------------- | --- |
| Or       | Triathlon             | Hommes                                    | Simon Whitfield |
| Or       | Lutte                 | Lutte libre hommes - Moins de 69 kg       | Daniel Igali |
| Or       | Tennis                | Double masculin                           | Sébastien Lareau et Daniel Nestor |
| Argent   | Canoë-kayak           | 500 mètres kayak monoplace femmes         | Caroline Brunet |
| Argent   | Judo                  | Hommes - Moins de 100 kg                  | Nicolas Gill |
| Argent   | Plongeon              | Plongeon synchronisé à 10 mètres - femmes | Émilie Heymans, Anne Montminy |
| Bronze   | Aviron                | Huit femmes                               | Heather McDermid, Heather Davis, Dorota Urbaniak, Theresa Luke, Emma Robinson, Alison Korn, Laryssa Biesenthal, Buffy Alexander, Lesley Thompson  |
| Bronze   | Plongeon              | Plateforme 10 mètres - femmes             | Anne Montminy |
| Bronze   | Canoë-kayak           | 1 000 mètres canoë monoplace hommes       | Steve Giles |
| Bronze   | Trampoline            | Femmes                                    | Karen Cockburn |
| Bronze   | Trampoline            | Hommes                                    | Mathieu Turgeon |
| Bronze   | Natation              | 400 mètres 4 nages hommes                 | Curtis Myden |
| Bronze   | Natation synchronisée | Ballet                                    | Lyne Beaumont, Claire Carver-Dias, Erin Chan, Cathrine Garceau, Fanny Létourneau, Kristin Normand, Jacinthe Taillon, Reidun Tatham, Jessica Chase |
| Bronze   | Taekwondo             | Plus de 67 kg                             | Dominique Bosshart |

## Athlétisme

### Hommes
| Athlète                                                                        | Épreuve              | Séries         | Séries      | Quarts de finale | Quarts de finale | Demi-finales  | Demi-finales | Finale          | Finale  |
| Athlète                                                                        | Épreuve              | Temps          | Rang        | Temps            | Rang             | Temps         | Rang         | Temps           | Rang    |
| ------------------------------------------------------------------------------ | -------------------- | -------------- | ----------- | ---------------- | ---------------- | ------------- | ------------ | --------------- | ------- |
| Bruny Surin                                                                    | 100 m                | 10 s 41        | 4e          | 10 s 20          | 3e               | 50 s 94       | 8e           | Eliminé         | Eliminé |
| Donovan Bailey                                                                 | 100 m                | 10 s 39        | 3e          | 11 s 36          | 8e               | Eliminé       | Eliminé      | Eliminé         | Eliminé |
| Nicolas Macrozonaris                                                           | 100 m                | 10 s 45        | 5e          | Eliminé          | Eliminé          | Eliminé       | Eliminé      | Eliminé         | Eliminé |
| Pierre Browne                                                                  | 200 m                | 21 s 28        | 6e          | Eliminé          | Eliminé          | Eliminé       | Eliminé      | Eliminé         | Eliminé |
| Zach Whitmarsh                                                                 | 800 m                | 1 min 48 s 42  | 4e          | Eliminé          | Eliminé          | Eliminé       | Eliminé      | Eliminé         | Eliminé |
| Kevin Sullivan                                                                 | 1 500 m              | 3 min 40 s 80  | 4e          | Non disputé      | Non disputé      | 3 min 39 s 66 | 2e           | 3 min 35 s 50   | 5e      |
| Sean Kaley                                                                     | 10 000 m             | 28 min 36 s 07 | 12e         | Eliminé          | Eliminé          | Eliminé       | Eliminé      | Eliminé         | Eliminé |
| Jeff Schiebler                                                                 | 10 000 m             | 28 min 30 s 46 | 15e         | Eliminé          | Eliminé          | Eliminé       | Eliminé      | Eliminé         | Eliminé |
| Bruce Deacon                                                                   | Marathon             | Non disputé    | Non disputé | Non disputé      | Non disputé      | Non disputé   | Non disputé  | 2 h 21 min 38 s | 44e     |
| Adrian Woodley                                                                 | 110 m haies          | 13 s 71        | 4e          | 14 s 04          | 6e               | Eliminé       | Eliminé      | Eliminé         | Eliminé |
| Joël Bourgeois                                                                 | 3000 mètres steeple  | 8 min 28 s 07  | 7e          | Eliminé          | Eliminé          | Eliminé       | Eliminé      | Eliminé         | Eliminé |
| Brad McCuaig Glenroy Gilbert Pierre Browne Adrian Woodley Nicolas Macrozonaris | Relais 4 × 100 m     | 39 s 26        | 3e          | Non disputé      | Non disputé      | 38 s 92       | 6e           | Eliminé         | Eliminé |
| Arturo Huerta                                                                  | 20 kilomètres marche | Non disputé    | Non disputé | Non disputé      | Non disputé      | Non disputé   | Non disputé  | 1 h 25 min 24 s | 24e     |
| Tim Berrett                                                                    | 20 kilomètres marche | Non disputé    | Non disputé | Non disputé      | Non disputé      | Non disputé   | Non disputé  | 1 h 25 min 29 s | 26e     |
| Arturo Huerta                                                                  | 50 kilomètres marche | Non disputé    | Non disputé | Non disputé      | Non disputé      | Non disputé   | Non disputé  | DSQ             | /       |
| Tim Berrett                                                                    | 50 kilomètres marche | Non disputé    | Non disputé | Non disputé      | Non disputé      | Non disputé   | Non disputé  | DSQ             | /       |

| Athlète        | Épreuve          | Qualification | Qualification | Finale      | Finale  |
| Athlète        | Épreuve          | Performance   | Rang          | Performance | Rang    |
| -------------- | ---------------- | ------------- | ------------- | ----------- | ------- |
| Mark Boswell   | Saut en hauteur  | 2,27 m        | 13e           | 2,32 m      | 6e      |
| Kwaku Boateng  | Saut en hauteur  | 2,27 m        | 7e            | 2,25 m      | 12e     |
| Richard Duncan | Saut en longueur | 7,60 m        | 32e           | Eliminé     | Eliminé |
| Ian Lowe       | Saut en longueur | 7,51 m        | 38e           | Eliminé     | Eliminé |
| Brad Snyder    | Lancer du poids  | 19,77 m       | 13e           | Eliminé     | Eliminé |
| Jason Tunks    | Lancer du disque | 64,40 m       | 6e            | 65,80 m     | 6e      |
| Jason Gervais  | Lancer du disque | NM            | /             | Eliminé     | Eliminé |

### Femmes
| Athlète                                                       | Épreuve              | Séries         | Séries      | Quarts de finale | Quarts de finale | Demi-finales | Demi-finales | Finale  | Finale  |
| Athlète                                                       | Épreuve              | Temps          | Rang        | Temps            | Rang             | Temps        | Rang         | Temps   | Rang    |
| ------------------------------------------------------------- | -------------------- | -------------- | ----------- | ---------------- | ---------------- | ------------ | ------------ | ------- | ------- |
| Esi Benyarku                                                  | 100 m                | 11 s 55        | 4e          | Eliminé          | Eliminé          | Eliminé      | Eliminé      | Eliminé | Eliminé |
| Martha Adusei                                                 | 100 m                | 11 s 82        | 6e          | Eliminé          | Eliminé          | Eliminé      | Eliminé      | Eliminé | Eliminé |
| LaDonna Antoine                                               | 400 m                | 51 s 78        | 1er         | 50 s 92          | 2e               | 51 s 26      | 5e           | Eliminé | Eliminé |
| Foy Williams                                                  | 400 m                | 52 s 94        | 4e          | 52 s 68          | 8e               | Eliminé      | Eliminé      | Eliminé | Eliminé |
| Leah Pells                                                    | 1 500 m              | DNF            | /           | Eliminé          | Eliminé          | Eliminé      | Eliminé      | Eliminé | Eliminé |
| Tina Connelly                                                 | 10 000 m             | 34 min 46 s 04 | 19e         | Eliminé          | Eliminé          | Eliminé      | Eliminé      | Eliminé | Eliminé |
| Carol Montgomery                                              | 10 000 m             | DNS            | /           | Eliminé          | Eliminé          | Eliminé      | Eliminé      | Eliminé | Eliminé |
| Keturah Anderson                                              | 100 m haies          | 12 s 82        | 1er         | DNF              | /                | Eliminé      | Eliminé      | Eliminé | Eliminé |
| Perdita Felicien                                              | 100 m haies          | 13 s 21        | 6e          | Eliminé          | Eliminé          | Eliminé      | Eliminé      | Eliminé | Eliminé |
| Karlene Haughton                                              | 400 m haies          | DNS            | /           | Eliminé          | Eliminé          | Eliminé      | Eliminé      | Eliminé | Eliminé |
| Atia Weekes Esi Benyarku Tara Perry Martha Adusei             | Relais 4 × 100 m     | 44 s 08        | 6e          | Eliminé          | Eliminé          | Eliminé      | Eliminé      | Eliminé | Eliminé |
| Karlene Haughton LaDonna Antoine Foy Williams Samantha George | Relais 4 × 400 m     | 3 min 27 s 36  | 5e          | Eliminé          | Eliminé          | Eliminé      | Eliminé      | Eliminé | Eliminé |
| Janice McCaffrey                                              | 20 kilomètres marche | Non disputé    | Non disputé | Non disputé      | Non disputé      | Non disputé  | Non disputé  | DSQ     | /       |

| Athlète           | Épreuve           | Qualification | Qualification | Finale      | Finale  |
| Athlète           | Épreuve           | Performance   | Rang          | Performance | Rang    |
| ----------------- | ----------------- | ------------- | ------------- | ----------- | ------- |
| Michelle Fournier | Lancer du marteau | 59,15m        | 23e           | Eliminé     | Eliminé |

## Aviron

### Hommes
| Athlète(s) | Compétition                      | Série         | Série | Repêchage     | Repêchage   | Demi-finale   | Demi-finale | Finale                 | Finale |
| Athlète(s) | Compétition                      | Temps         | Rang  | Temps         | Rang        | Temps         | Rang        | Temps                  | Rang   |
| --- | -------------------------------- | ------------- | ----- | ------------- | ----------- | ------------- | ----------- | ---------------------- | ------ |
| Derek Porter | Skiff                            | 7 min 02 s 24 | 1er   | Non disputé   | Non disputé | 7 min 00 s 82 | 2e          | Finale A 6 min 51 s 10 | 4e     |
| Todd Hallett Dominic Seiterle                                                                                               | Deux de couple                   | 6 min 35 s 41 | 4e    | 6 min 35 s 04 | 4e          | Non disputé   | Non disputé | Finale C 6 min 28 s 61 | 1er    |
| Phil Graham Henry Hering | Deux sans barreur                | 6 min 48 s 42 | 3e    | Non disputé   | Non disputé | 6 min 33 s 22 | 4e          | Finale B 6 min 33 s 60 | 1er    |
| Mike Belenkie Bryan Donnelly Matt Swick Thomas Herschmiller Larry Varga Morgan Crooks Dave Calder Adam Parfitt Chris Taylor | Huit                             | 5 min 38 s 48 | 3e    | 5 min 45 s 18 | 3e          | Non disputé   | Non disputé | Finale B 5 min 36 s 30 | 1er    |
| Iain Brambell Chris Davidson Gavin Hassett Jon Beare                                                                        | Quatre sans barreur poids légers | 6 min 10 s 37 | 2e    | Non disputé   | Non disputé | 6 min 02 s 49 | 4e          | Finale B 6 min 04 s 31 | 1er    |

### Femmes
| Athlète(s) | Compétition                 | Série         | Série | Repêchage     | Repêchage | Demi-finale   | Demi-finale | Finale                 | Finale             |
| Athlète(s) | Compétition                 | Temps         | Rang  | Temps         | Rang      | Temps         | Rang        | Temps                  | Rang               |
| --- | --------------------------- | ------------- | ----- | ------------- | --------- | ------------- | ----------- | ---------------------- | ------------------ |
| Kristen Wall | Skiff                       | 8 min 07 s 76 | 4e    | 8 min 05 s 18 | 3e        | 8 min 09 s 28 | 1er         | Finale C 7 min 57 s 94 | 2e                 |
| Emma Robinson Theresa Luke | Deux sans barreur           | 7 min 20 s 84 | 3e    | 7 min 24 s 69 | 2e        | Non disputé   | Non disputé | Finale A 7 min 15 s 48 | 4e                 |
| Heather McDermid Heather Davis Dorota Urbaniak Theresa Luke Emma Robinson Alison Korn Laryssa Biesenthal Buffy Alexander Lesley Thompson-Willie | Huit                        | 6 min 13 s 60 | 2e    | 6 min 17 s 62 | 2e        | Non disputé   | Non disputé | 6 min 11 s 58          | Médaille de bronze |
| Fiona Milne Tracy Duncan | Deux de couple poids légers | 7 min 20 s 60 | 4e    | 7 min 18 s 83 | 2e        | 7 min 14 s 58 | 5e          | Finale B 7 min 13 s 76 | 3e                 |

## Badminton

### Hommes
| Athlète                  | Compétition   | 1/32 de finale   | 1/16 de finale         | 1/8 de finale        | Quarts de finale | Demi-finales     | Finale           | Finale 3eplace   | Rang    |
| Athlète                  | Compétition   | Adversaire Score | Adversaire Score       | Adversaire Score     | Adversaire Score | Adversaire Score | Adversaire Score | Adversaire Score | Rang    |
| ------------------------ | ------------- | ---------------- | ---------------------- | -------------------- | ---------------- | ---------------- | ---------------- | ---------------- | ------- |
| Mike Beres               | Simple hommes | Non disputé      | Défaite Han 0-2        | Eliminé              | Eliminé          | Eliminé          | Eliminé          | Eliminé          | Eliminé |
| Brent Olynyk Bryan Moody | Double hommes | Non disputé      | Victoire Chine Forfait | Défaite Danemark 0-2 | Eliminé          | Eliminé          | Eliminé          | Eliminé          | Eliminé |

### Femmes
| Athlète                           | Compétition  | 1/32 de finale          | 1/16 de finale         | 1/8 de finale               | Quarts de finale | Demi-finales     | Finale           | Finale 3eplace   | Rang    |
| Athlète                           | Compétition  | Adversaire Score        | Adversaire Score       | Adversaire Score            | Adversaire Score | Adversaire Score | Adversaire Score | Adversaire Score | Rang    |
| --------------------------------- | ------------ | ----------------------- | ---------------------- | --------------------------- | ---------------- | ---------------- | ---------------- | ---------------- | ------- |
| Kara Solmundson                   | Simple dames | DéfaiteDjaelawijaya 0-2 | Eliminé                | Eliminé                     | Eliminé          | Eliminé          | Eliminé          | Eliminé          | Eliminé |
| Robbyn Hermitage                  | Simple dames | Défaite Head 0-2        | Eliminé                | Eliminé                     | Eliminé          | Eliminé          | Eliminé          | Eliminé          | Eliminé |
| Milaine Cloutier                  | Simple dames | Non disputé             | Défaite Kim 0-2        | Eliminé                     | Eliminé          | Eliminé          | Eliminé          | Eliminé          | Eliminé |
| Milaine Cloudier Robbyn Hermitage | Double dames | Non disputé             | Victoire Australie 2-0 | Défaite Grande-Bretagne 0-2 | Eliminé          | Eliminé          | Eliminé          | Eliminé          | Eliminé |

### Mixtes
| Athlète                       | Compétition  | 1/32 de finale   | 1/16 de finale              | 1/8 de finale        | Quarts de finale | Demi-finales     | Finale           | Finale 3eplace   | Rang    |
| Athlète                       | Compétition  | Adversaire Score | Adversaire Score            | Adversaire Score     | Adversaire Score | Adversaire Score | Adversaire Score | Adversaire Score | Rang    |
| ----------------------------- | ------------ | ---------------- | --------------------------- | -------------------- | ---------------- | ---------------- | ---------------- | ---------------- | ------- |
| Robbyn Hermitage Brent Olynyk | Double mixte | Non disputé      | Défaite Grande-Bretagne 0-2 | Eliminé              | Eliminé          | Eliminé          | Eliminé          | Eliminé          | Eliminé |
| Milaine Cloutier Bryan Moody  | Double mixte | Non disputé      | Défaite Allemagne 0-2       | Eliminé              | Eliminé          | Eliminé          | Eliminé          | Eliminé          | Eliminé |
| Kara Solmundson Mike Beres    | Double mixte | Non disputé      | Victoire Maurice 2-0        | Défaite Danemark 0-2 | Eliminé          | Eliminé          | Eliminé          | Eliminé          | Eliminé |

## Basket-ball

### Hommes
- Michael Meeks
- Rowan Barrett
- Steve Nash
- Todd MacCulloch
- Peter Guarasci
- Sherman Hamilton
- Andrew Mavis
- David Daniels
- Greg Newton
- Shawn Swords
- Eric Hinrichsen
- Coach : Jay Triano

| Épreuve     | Phase de groupes          | Phase de groupes      | Phase de groupes       | Phase de groupes     | Phase de groupes           | Quart de Finale      | Demi-finale         | Finale / MB         | Rang    |
| Épreuve     | Adversaire Résultat       | Adversaire Résultat   | Adversaire Résultat    | Adversaire Résultat  | Adversaire Résultat        | Adversaire Résultat  | Adversaire Résultat | Adversaire Résultat | Rang    |
| ----------- | ------------------------- | --------------------- | ---------------------- | -------------------- | -------------------------- | -------------------- | ------------------- | ------------------- | ------- |
| Basket-ball | Victoire Australie 101-90 | Victoire Angola 99-54 | Victoire Espagne 91-77 | Défaite Russie 59-77 | Victoire Yougoslavie 83-75 | Défaite France 63-68 | Eliminé             | Eliminé             | Eliminé |

### Femmes
- Stacey Dales
- Tammy Sutton-Brown
- Dianne Norman
- Cal Bouchard
- Kelly Boucher
- Teresa Kleindienst
- Michelle Hendry
- Karla Karch-Gailus
- Nikki Blakebrough
- Claudia Brassard-Riebesehl
- Joy McNichol
- Coach : Bev Smith

| Épreuve     | Phase de groupes        | Phase de groupes       | Phase de groupes     | Phase de groupes        | Phase de groupes      | Quart de Finale     | Demi-finale         | Finale / MB         | Rang    |
| Épreuve     | Adversaire Résultat     | Adversaire Résultat    | Adversaire Résultat  | Adversaire Résultat     | Adversaire Résultat   | Adversaire Résultat | Adversaire Résultat | Adversaire Résultat | Rang    |
| ----------- | ----------------------- | ---------------------- | -------------------- | ----------------------- | --------------------- | ------------------- | ------------------- | ------------------- | ------- |
| Basket-ball | Défaite Australie 46-78 | Victoire Sénégal 62-41 | Défaite France 58-70 | Défaite Slovaquie 56-68 | Victoire Brésil 61-60 | Eliminé             | Eliminé             | Eliminé             | Eliminé |

## Boxe

### Hommes
| Athlète         | Catégorie          | 16e de finale          | 8e de finale            | Quart de finale          | Demi-finale         | Finale              |
| Athlète         | Catégorie          | Adversaire Résultat    | Adversaire Résultat     | Adversaire Résultat      | Adversaire Résultat | Adversaire Résultat |
| --------------- | ------------------ | ---------------------- | ----------------------- | ------------------------ | ------------------- | ------------------- |
| Andrew Kooner   | Poids mouches      | Victoire Algérie 18-11 | Défaite Thaïlande 7-11  | Eliminé                  | Eliminé             | Eliminé             |
| Mike Strange    | Poids welters      | Défaite Turquie 3-9    | Eliminé                 | Eliminé                  | Eliminé             | Eliminé             |
| Scott MacIntosh | Poids moyens       | Victoire Cameroun 8-5  | Défaite États-Unis 9-23 | Eliminé                  | Eliminé             | Eliminé             |
| Troy Amos-Ross  | Poids mi-lourds    | Non disputé            | Défaite Nigeria         | Eliminé                  | Eliminé             | Eliminé             |
| Mark Simmons    | Poids lourds       | Victoire Iran 11-6     | Non disputé             | Défaite Allemagne 1-16   | Eliminé             | Eliminé             |
| Art Binkowski   | Poids super-lourds | Victoire Maurice 21-14 | Non disputé             | Défaite Ouzbékistan 2-17 | Eliminé             | Eliminé             |

## Canoe-Kayak

### Hommes

#### Slalom
| Athlète                      | Compétition | Éliminatoires | Éliminatoires | Finale  | Finale  |
| Athlète                      | Compétition | Temps         | Rang          | Temps   | Rang    |
| ---------------------------- | ----------- | ------------- | ------------- | ------- | ------- |
| David Ford                   | K1          | 323.58        | 22e           | Eliminé | Eliminé |
| James Garland                | C1          | 297.66        | 15e           | Eliminé | Eliminé |
| Benoit Gauthier Tyler Lawlor | C2          | 311.11        | 9e            | Eliminé | Eliminé |

#### Femmes
| Athlète           | Compétition | Éliminatoires | Éliminatoires | Finale | Finale |
| Athlète           | Compétition | Temps         | Rang          | Temps  | Rang   |
| ----------------- | ----------- | ------------- | ------------- | ------ | ------ |
| Margaret Langford | K1          | 314.51        | 15e           | 274.14 | 13e    |

### Course en ligne

#### Hommes
| Athlète                      | Compétition | Éliminatoires  | Éliminatoires | Demi-finales   | Demi-finales | Finale A       | Finale A           |
| Athlète                      | Compétition | Temps          | Rang          | Temps          | Rang         | Temps          | Rang               |
| ---------------------------- | ----------- | -------------- | ------------- | -------------- | ------------ | -------------- | ------------------ |
| Mihai Apostol                | K1 500m     | 1 min 42 s 562 | 5e            | 1 min 43 s 444 | 7e           | Eliminé        | Eliminé            |
| Mihai Apostol                | K1 1000m    | 3 min 47 s 679 | 8e            | Eliminé        | Eliminé      | Eliminé        | Eliminé            |
| Steve Giles                  | C1 1000m    | 3 min 55 s 396 | 2e            | Non disputé    | Non disputé  | 3 min 56 s 437 | Médaille de bronze |
| Attila Buday Tamas Buday Jr. | C2 500m     | 1 min 46 s 557 | 8e            | 1 min 47 s 525 | 7e           | Eliminé        | Eliminé            |
| Attila Buday Tamas Buday Jr. | C2 1000m    | 3 min 41 s 075 | 6e            | 3 min 44 s 358 | 2e           | 3 min 48 s 017 | 7e                 |

#### Femmes
| Athlète                                                              | Compétition | Éliminatoires  | Éliminatoires | Demi-finales   | Demi-finales | Finale A       | Finale A          |
| Athlète                                                              | Compétition | Temps          | Rang          | Temps          | Rang         | Temps          | Rang              |
| -------------------------------------------------------------------- | ----------- | -------------- | ------------- | -------------- | ------------ | -------------- | ----------------- |
| Caroline Brunet                                                      | K1 500m     | 1 min 51 s 558 | 1er           | Non disputé    | Non disputé  | 2 min 14 s 646 | Médaille d'argent |
| Caroline Brunet Karen Furneaux                                       | K2 500m     | 1 min 44 s 476 | 3e            | Non disputé    | Non disputé  | 2 min 01 s 046 | 5e                |
| Marie-Josée Gibeau-Ouimet Carrie Lightbound Julia Rivard Kamini Jain | K4 500m     | 1 min 38 s 209 | 5e            | 1 min 38 s 340 | 3e           | 1 min 39 s 566 | 9e                |

## Cyclisme

### Route

#### Hommes
| Athlète             | Compétition      | Temps               | Rang |
| ------------------- | ---------------- | ------------------- | ---- |
| Czeslaw Lukaszewicz | Course en ligne  | DNF                 | /    |
| Brian Walton        | Course en ligne  | DNF                 | /    |
| Eric Wohlberg       | Course en ligne  | 5 h 30 min 46 s     | 71e  |
| Gord Fraser         | Course en ligne  | 5 h 30 min 46 s     | 15e  |
| Eric Wohlberg       | Contre-la-montre | 1 h 00 min 34 s 353 | 20e  |

#### Femmes
| Athlète           | Compétition      | Temps           | Rang |
| ----------------- | ---------------- | --------------- | ---- |
| Clara Hughes      | Course en ligne  | 3 h 16 min 49 s | 43e  |
| Lyne Bessette     | Course en ligne  | 3 h 06 min 31 s | 22e  |
| Geneviève Jeanson | Course en ligne  | 3 h 06 min 31 s | 11e  |
| Geneviève Jeanson | Contre-la-montre | 44 min 32 s 500 | 15e  |
| Clara Hughes      | Contre-la-montre | 43 min 12 s 528 | 6e   |

### Piste

#### Hommes
| Athlète    | Compétition                | Temps          | Rang |
| ---------- | -------------------------- | -------------- | ---- |
| Jim Fisher | Contre-la-montre sur piste | 1 min 05 s 835 | 12e  |

| Athlète      | Compétition       | Points | Rang |
| ------------ | ----------------- | ------ | ---- |
| Brian Walton | Course aux points | 1      | 9e   |

#### Femmes
| Athlète         | Compétition          | Qualification | Seizièmes de finale      | Repêchages               | Quarts de finale         | Match de classement | Demi-finales             | Match pour le bronze     | Match pour le bronze | Finale                   | Finale  |
| Athlète         | Compétition          | Temps Vitesse | Adversaire Temps Vitesse | Adversaire Temps Vitesse | Adversaire Temps Vitesse | Rang                | Adversaire Temps Vitesse | Adversaire Temps Vitesse | Rang                 | Adversaire Temps Vitesse | Rang    |
| --------------- | -------------------- | ------------- | ------------------------ | ------------------------ | ------------------------ | ------------------- | ------------------------ | ------------------------ | -------------------- | ------------------------ | ------- |
| Tanya Dubnicoff | Vitesse individuelle | 11 s 494      | Victoire Allemagne       | Non disputé              | Défaite Ukraine          | Eliminé             | Eliminé                  | Eliminé                  | Eliminé              | Eliminé                  | Eliminé |

| Athlète          | Compétition                 | Temps    | Rang |
| ---------------- | --------------------------- | -------- | ---- |
| Lori-Ann Muenzer | 500 mètres contre-la-montre | 35 s 846 | 13e  |
| Tanya Dubnicoff  | 500 mètres contre-la-montre | 35 s 486 | 8e   |

### BMX

#### Hommes
| Athlète      | Compétition   | Temps              | Rang |
| ------------ | ------------- | ------------------ | ---- |
| Roland Green | Cross-country | 2 h 15 min 18 s 85 | 14e  |
| Geoff Kabush | Cross-country | 2 h 14 min 00 s 66 | 9e   |

#### Femmes
| Athlète          | Compétition   | Temps              | Rang |
| ---------------- | ------------- | ------------------ | ---- |
| Lesley Tomlinson | Cross-country | 2 h 00 min 44 s 08 | 19e  |
| Christina Redden | Cross-country | 1 h 54 min 07 s 38 | 8e   |
| Alison Sydor     | Cross-country | 1 h 52 min 19 s 32 | 5e   |

## Equitation
| Athlète          | Compétition      | Pénalités | Rang |
| ---------------- | ---------------- | --------- | ---- |
| Wyn St. John     | Concours complet | DNF       | /    |
| Bruce Mandeville | Concours complet | 195.60    | 22e  |

| Athlète     | Compétition      | Éliminatoires | Éliminatoires | Finale  | Finale  |
| Athlète     | Compétition      | Points        | Rang          | Points  | Rang    |
| ----------- | ---------------- | ------------- | ------------- | ------- | ------- |
| Jay Hayes   | Saut d'obstacles | 65.75         | 63e           | Eliminé | Eliminé |
| John Pearce | Saut d'obstacles | 58.00         | 62e           | Eliminé | Eliminé |